# Shirime

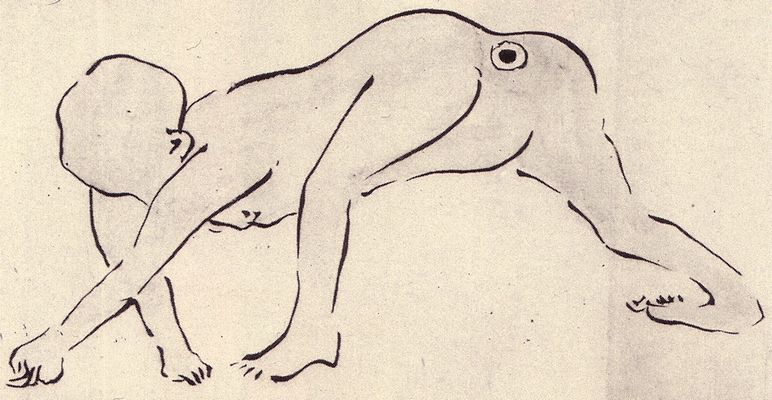
Ein Nuppori-bōzu, wie er in Busons Buson Yōkai Emaki erscheint

Der Shirime (尻目; „Anus-Auge“), auch Nuppori-bōzu (ぬっぽり坊主; „Unzüchtiger Junge“) genannt, ist ein fiktives Wesen der japanischen Folklore aus der Gruppe der Yōkai (妖怪; „Dämonen“). Er gilt eigentlich als harmlos, soll aber großen Spaß daran haben, ahnungslose Passanten auf vulgäre Art und Weise zu erschrecken.

## Beschreibung
Der Shirime wird als schlanker, sehr blasser Humanoide beschrieben, der sich nur leicht in einen Kimono kleidet und seinen Reishut tief ins Gesicht gezogen hat. Er soll nachts in verlassenen Parks und Hintergassen umgehen und ahnungslosen, einsamen Passanten auflauern. In früheren Erzählungen war er wohl nicht wählerisch bei der Auswahl seiner Opfer. Später aber wurde ihm nachgesagt, er lauere bevorzugt jungen Damen auf. Der Shirime nähert sich gemächlich dem Opfer, dann entkleidet er sich und nimmt den Reishut ab. Erst jetzt kann sein Gegenüber sehen, dass der Shirime kein Gesicht hat und völlig haarlos ist. Dann dreht sich der Shirime blitzschnell um und bückt sich so tief, dass das Opfer direkt auf seinen Anus blickt. In dem Anus steckt ein riesiges, menschliches Auge, das lokalen Anekdoten zufolge hell wie eine Laterne leuchtet.

## Hintergrund
Das japanische Wort Shiri (尻) bedeutet wörtlich vulgär „Arsch“, meint aber eher den menschlichen Anus. Der Shirime erscheint unter anderem im Buson Yōkai Emaki (蕪村妖怪絵巻; „Busons Bilderrolle der Yōkai“) von Yosa Buson aus dem Jahr 1781. Buson überliefert, das Wesen, das zu seiner Zeit vornehmlich unter dem Namen Nuppori-bōzu bekannt war, sei schon vor seiner Zeit in der Präfektur Kyoto erschienen und habe dort selbst gestandene Samurai in Angst und Schrecken versetzt. Das Wesen wird auch im Ehon hyaku-monogatari (絵本百物語; „Bilderbuch der 100 Grusel-Geschichten“) von Tōka Sanjin aus dem Jahr 1842 erwähnt. Der literarische wie mythologische Ursprung des Shirime liegt im Dunkeln. Er reiht sich aber in das beliebte Genre der „Gesichtslosen Yōkai“ ein, die vor allem aus dem Gesellschaftsspiel Hyakumonogatari Kaidankai (百物語怪談会; „100 gesammelte Geistergeschichten“) bekannt sind. Gesichtslose Yōkai repräsentierten im feudalen Japan des späten Mittelalters die Angst vor Fremden, aber auch die Furcht vor Gesichtsverlust.